# إدميلسون (لاعب كرة قدم مواليد 1980)
إدميلسون هو لاعب كرة قدم برازيلي في مركز الهجوم، ولد في 26 يونيو 1980 في البرازيل. لعب مع نادي إيست بنغال.

## وصلات خارجية
- إدميلسون (لاعب كرة قدم مواليد 1980) على موقع قاعدة بيانات كرة القدم.إي يو (الإنجليزية)
- إدميلسون (لاعب كرة قدم مواليد 1980) على موقع Soccerway.com (الإنجليزية)